# Spoorlijn Niebüll - Dagebüll
De spoorlijn Niebüll - Dagebüll is een Duitse spoorlijn in het noordwesten van Sleeswijk-Holstein en als spoorlijn 9100 onder beheer van DB Netze.

## Geschiedenis
Het eerste traject werd door de Kleinbahn Niebüll-Dagebüll oHG op 13 juli 1895 als meterspoorlijn tussen Lindholm en Dagebüll geopend. Het traject tussen Dagebüll en Dagebüll Mole werd toen met een spoorwijdte van 600 mm aangelegd. In 1911 werd dit traject omgespoord tot meterspoor. In 1926 werd het hele traject omgespoord tot normaalspoor.
Op 15 november 1927 werd de Kleinbahn Niebüll–Dagebüll AG opgericht en de Nordfriesische Verkehrsbetriebe AG, (NVAG) werd als wettelijke opvolger op 21 december 1964 opgericht. Op 1 januari 2004 werd de NVAG overgenomen door Norddeutsche Eisenbahngesellschaft Niebüll (neg), onderdeel van de Chemins de fer luxembourgeois (CFL).

## Treindiensten
De Norddeutsche Eisenbahngesellschaft Niebüll (neg) verzorgt het personenvervoer op dit traject met RB treinen. Enkele treinen nemen twee Intercity koerswagens van de Deutsche Bahn mee.
| Serie | Treinsoort         | Route                                             | Bijzonderheden |
| ----- | ------------------ | ------------------------------------------------- | -------------- |
| RB 65 | Regionalbahn (neg) | Niebüll neg – Deezbüll – Maasbüll – Dagebüll Mole |                |

## Aansluitingen
In de volgende plaats is er een aansluiting op de volgende spoorlijnen:
Niebüll
DB 1201, spoorlijn tussen Niebüll en Tønder
DB 1210, spoorlijn tussen Elmshorn en Westerland